# Mali Golji
Mali Golji is een plaats in de gemeente Sveta Nedelja in de Kroatische provincie Istrië. De plaats telt 110 inwoners (2001).